# Итякескус (станция метро)
«Итякескус» (фин. Itäkeskus, швед. Östra centrum, рус. Восточный центр) — узловая станция метрополитена Хельсинки. Территориально находится в центральной части жилого района Итякескус в Восточном Хельсинки. Обслуживает районы Итякескус и Пуотинхарью, а также многие другие части города, являясь одним из крупнейших узловых пунктов в системе общественного транспорта.
В районе станции основная линия «Итякескус» — «Руохолахти» разветвляется на две более малых, образуя ветки «Итякескус» — «Меллунямяки» и «Итякескус» — «Вуосаари».
Эксплуатируется с 1 июня 1982 года и является одной из самых первых станций метрополитена Хельсинки. Архитекторы — Йаакко Юлинен и Ярмо Маунула. Станция наружного типа, закрытая сверху бетонным покрытием. Пассажиропоток в сутки (рабочие будни) в среднем равен 24,2 тыс. человек. Имеет 2 платформы и 3 пути, однако средний путь используется редко. Станция имеет 4 выхода, один из которых выходит на запад к автобусной станции Итякескус, два на восток — к площади Таллиннанаукио и в торговый центр «Итякескус». Еще один выход позволяет выйти прямо из метро на многоуровневую подземную парковку. Всего на станции работает 5 эскалаторов и 4 лифта. Возможна пересадка на автобусы 54, 54B, 58, 58B, 82, 82B, 92, 94, 95, 97, 97V, 98, 98A, 519, 519A, 520, 550 (Jokeri / Джокер), P20, а также автобусы междугороднего следования.